# Frank Marsales
Frank Alfred Marsales (31 de agosto de 1886 - Long Beach, 14 de agosto de 1975) foi um compositor canadense mais conhecido por seu trabalho que fez muitos desenhos animados clássicos da Warner Brothers nos anos 30. Ele também trabalhou nos estúdios Walter Lantz em meados do final da década de 1930. 

## Carreira dos desenhos animados
Marsales era um músico sinfônico que se tornou diretor musical da Warner Bros. Cartoons sob a direção dos ex-animadores da Disney, Hugh Harman (1903–1982) e Rudolf Ising (1903–1992), marcando muitos desenhos clássicos nos anos 30, incluindo todos os Harman & Ising Looney Tune e Merrie Melodie. Seu primeiro crédito foi por "Sinkin 'in the Bathtub", lançado em maio de 1930 e animado por Isadore Freleng. Ele compôs a música para a Merrie Melodies Lady de 1931, Play Your Mandolin!. Seu último crédito para a Warner Brothers foi em 1933 com "Bosko's Picture Show ". Ele deixou a Warner Brothers quando Harman e Ising deixaram o estúdio (mas não com eles), perdendo a pontuação de seu trabalho na Paramount para a animação de Alice no País das Maravilhas de 1933 — Marsales também pode ter sofrido uma lesão na mão naquele momento que impediu sua participação. compondo qualquer música.
Em meados da década de 1930, Marsales começou a trabalhar nos estúdios Walter Lantz como diretor musical dos desenhos animados de Andy Panda, entre outros. A última partitura creditada por Frank Marsales nos estúdios Walter Lantz foi para "Knock Knock", lançado em 25 de novembro de 1940 (embora ele também possa ter marcado parte do desenho animado "Syncopated Sioux", lançado em 30 de dezembro de 1940, cujo diretor musical não era creditado) A música do trabalho de Marsales para Lantz também chegou ao programa de televisão Pica-Pau de 1957, que continha não apenas novos desenhos animados, mas também os desenhos Lantz do Pica-Pau (e outros) dos últimos vinte anos.

## Vida pessoal
Marsales nasceu no Canadá em 31 de agosto de 1886, filho de Robert Lambert Marsales e Lena Burns. Ele viveu a maior parte de sua vida na Califórnia. Marsales casou-se com Catherine Elizabeth Murset (30 de abril de 1889 - 13 de janeiro de 1971). Eles não tiveram filhos. Ele morreu em 14 de agosto de 1975 em Long Beach, Califórnia. 